# Wera Wutschewa
Wera Wutschewa (bulgarisch Вера Вучева, englisch Vera Vucheva; * 22. Januar 1973) ist eine ehemalige bulgarische Biathletin.
Wera Wutschewa hatte den Höhepunkt ihrer Karriere bei den Olympischen Winterspielen 1992 in Albertville. Bei den Spielen in Frankreich kam Wutschewa im Sprint zum Einsatz und wurde mit einem Schießfehler 23. Dabei ließ sie höher eingeschätzte Athletinnen wie Véronique Claudel, Anne Elvebakk, Mari Lampinen oder Halina Pitoń hinter sich.

## Weltcup-Platzierungen
Die Tabelle zeigt alle Platzierungen (je nach Austragungsjahr einschließlich Olympische Spiele und Weltmeisterschaften).
- 1.–3. Platz: Anzahl der Podiumsplatzierungen
- Top 10: Anzahl der Platzierungen unter den ersten zehn (einschließlich Podium)
- Punkteränge: Anzahl der Platzierungen innerhalb der Punkteränge (einschließlich Podium und Top 10)
- Starts: Anzahl gelaufener Rennen in der jeweiligen Disziplin

| Platzierung                                                              | Einzel | Sprint | Verfolgung | Massenstart | Team | Staffel | Gesamt |
| ------------------------------------------------------------------------ | ------ | ------ | ---------- | ----------- | ---- | ------- | ------ |
| 1. Platz                                                                 |        |        |            |             |      |         |        |
| 2. Platz                                                                 |        |        |            |             |      |         |        |
| 3. Platz                                                                 |        |        |            |             |      |         |        |
| Top 10                                                                   |        |        |            |             |      |         |        |
| Punkteränge                                                              |        |        |            |             |      |         |        |
| Starts                                                                   |        | 1      |            |             |      |         | 1      |
| Stand: Karriereende, einschließlich WM und Olympia, Daten nicht komplett |        |        |            |             |      |         |        |